# Magnus Andersson
Magnus Andersson (født 17 maj 1966) er en svensk håndboldtræner og tidligere håndboldspiller. 
Magnus Andersson slog igennem i HK Drott, hvortil han kom fra IF Saab. Med Drott vandt han fem svenske mesterskaber og tre sølvmedaljer. I sin karriere repræsenterede han også blandt andet TSV GWD Minden og TuS Schutterwald i Tyskland. Fra 1988 til 2003 spillede han i alt 307 landskampe, hvor han vandt VM to gange, EM tre gange og OL-sølv tre gange. Han spillede med trøje nr. 14 på landsholdet, hvor han havde rollen som playmaker.
Han indledte sin trænerkarriere i 2001 som spillende træner i Drott. Han afsluttede sin aktive spillerkarrierer efter sæsonen 2002/03, men havde et midlertidigt comeback i HSG Nordhorn, der blev trænet af Ola Lindgren i slutningen af 2003. I 2005 blev han træner for FCK Håndbold og forlod klubben i 2010 efter klubben blev nedlagt.
Andersson var 2010-11 landstræner for Østrigs herrelandshold. Han har siden været træner i svenske og tyske klubber, inden han i 2018 blev træner i portugisiske FC Porto.